# Sant Andreu de l'Espà
Sant Andreu de l'Espà és una església del municipi de Saldes (Berguedà) inclosa en l'Inventari del Patrimoni Arquitectònic de Catalunya.

## Descripció
L'església parroquial del veïnat de l'Espà està envoltada de construccions que desfiguren el conjunt. De l'estructura primitiva de l'església romànica se'n conserva ben poca cosa. Originàriament era un edifici d'una sola nau que, realçada amb posterioritat, estava rematada per un absis de secció semicircular; substituït modernament per altres estructures annexes. Un dels elements originares més ben conservats és la porta d'entrada que, situada a migjorn, es disposà amb dos arcs de mig punt adovellats i en degradació i rematada per una arquivolta de blocs estrets i llargs. El campanar és de secció quadrada i sembla ésser posterior a la romànica, del segle xix.

## Història
Les notícies sobre Sant Andreu de l'Espà són molt pobres. Atenent això, sabem que l'any 1299 Galceran de Pinós confirmà els privilegis que els comtes de Cerdanya havien concedit als habitants de Feners i a la parròquia beati Andrea dex Espa. El topònim «Spadas» surt esmentat, l'any 961, per primera vegada en una donació al monestir de Sant Llorenç, a prop de Bagà. Amb el designi «Espaa», «Espada», «Laspa», «Aspà», etc. s'esmenta, a partir del segle xi, el castell d'aquest lloc.